# Martin Zlámalík
Martin Zlámalík (* 19. April 1982 in České Budějovice) ist ein ehemaliger tschechischer Radrennfahrer, der im vorwiegend im Cyclocross aktiv war.

## Sportlicher Werdegang
Ab der Saison 2000/2001 war Zlámalík auf internationaler Ebene aktiv. Insbesondere in der Saison 2003/2004 machte er auf sich aufmerksam, als er in der U23 Dritter der Weltmeisterschaften, Europameister und tschechischer Meister wurde. In den folgenden Jahren war er in der Elite vor allem auf nationaler Ebene erfolgreich. So konnte er unter anderem fünf Läufe im TOI TOI Cup für sich entscheiden. 2004 und 2011 stand er jeweils als Zweiter auf dem Podium der nationalen Meisterschaften. Bestes Resultat im Weltcup war ein sechster Platz im Jahr 2005 ein sechster Platz im Jahr 2010 im heimischen Tábor, bei Weltmeisterschaften ein sechster Platz im Jahr 2010 wiederum in Tábor.
2010 und 2011 war Zlámalík Mitglied im UCI Continental Team Sunweb-Revor, mit dem er auch an mehreren Straßenradrennen teilnahm und dabei eine Etappe der Tour of Małopolska 2010 für sich entscheiden konnte.
Nach der Cyclocross-Saison 2012/2013 beendete Zlámalík im Alter von 38 Jahren seine Karriere im Radsport.

## Erfolge

### Cyclocross
2003/2004
- Europameister (U23)
- Weltmeisterschaften (U23)
- Tschechischer Meister (U23)

2005/2006
- TOI TOI Cup, Holé Vrchy

2008/2009
- TOI TOI Cup, Mnichovo Hradiště
- TOI TOI Cup, Plzeň

2009/2010
- TOI TOI Cup, Hlinsko

2011/2012
- TOI TOI Cup, Mnichovo Hradiště

### Straße
2010
- eine Etappe Tour of Małopolska